# Mariakapel (Megelsum)

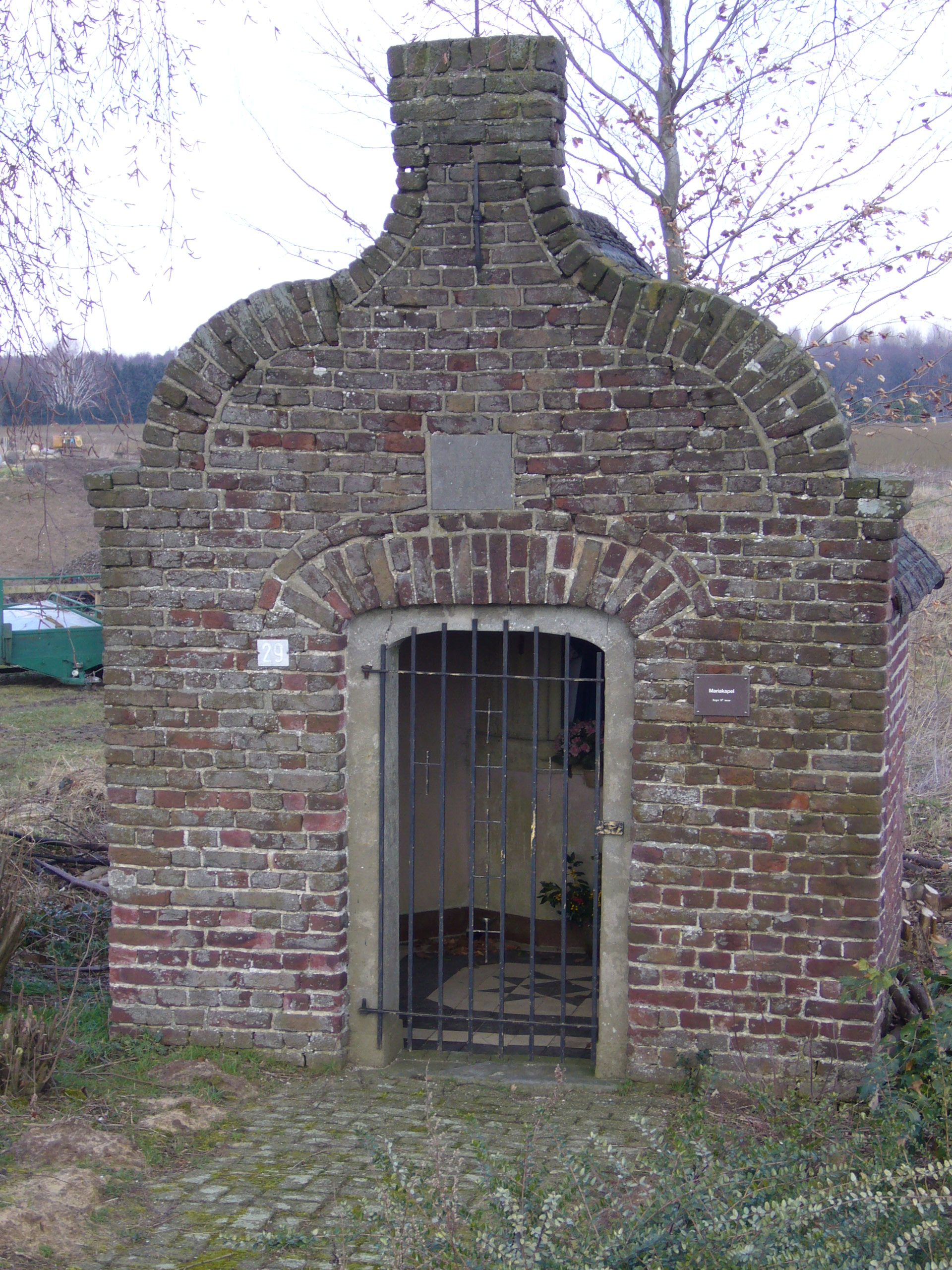
Mariakapel

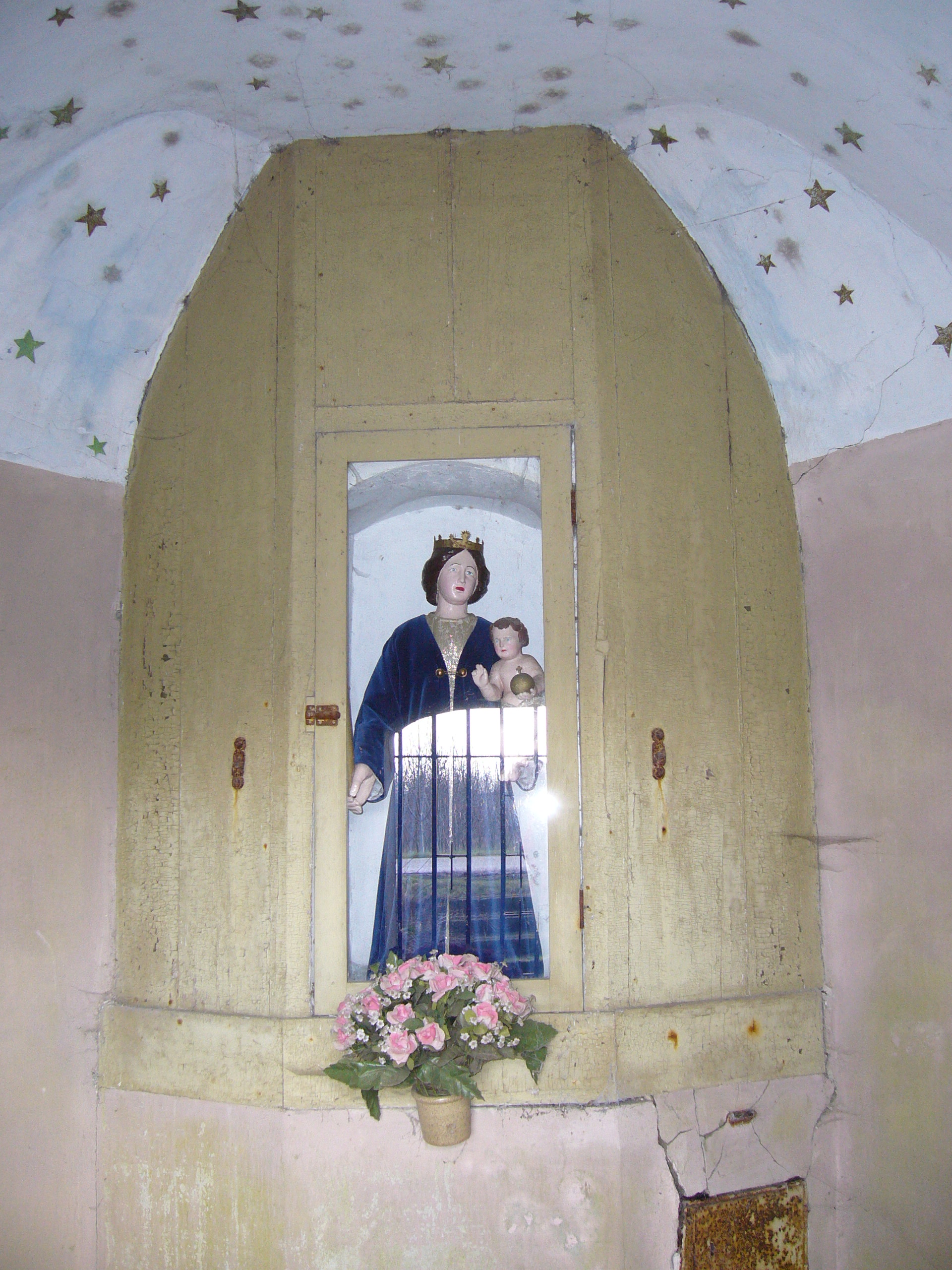
Interieur van de kapel voordat deze vernieuwd werd in het 2e decennium van de 21e eeuw

De Mariakapel is een kapel in buurtschap Megelsum ten oosten van Meerlo in de Nederlands Noord-Limburgse gemeente Horst aan de Maas. De kapel staat aan de straat Megulsum nabij de brug over de beek Van Smallenbroek.
De kapel is gewijd aan Maria.

## Geschiedenis
Rond 1700 werd de kapel gebouwd.
Kort na 1821 werd de kapel vernieuwd en vergroot.
Na lange tijd in eigendom te zijn geweest van de familie Cocq van Haeften werd de kapel in 1902 aan de kerkgemeente van Meerlo geschonken.
Op 11 juli 1968 werd de kapel ingeschreven in het rijksmonumentenregister.

## Bouwwerk
De kapel is gebouwd met rode bakstenen en wordt gedekt door een schilddak met rubberen leien. De frontgevel is een gezwenkte gevel met op de top een metalen kruis. In de frontgevel is een steen met inscriptie ingemetseld en eronder vormt de korfboogvormige opening de toegang van de kapel, afgesloten met een zwart metalen draaihek.

S
MARIA
O.P.N.
— Tekst in steen boven de ingang

Dit is de korte schrijfwijze voor Sankta Maria Ora Pro Nobis dat als betekenis heeft: Heilige Maria, bidt voor ons.
Van binnen is de kapel bepleisterd en crèmekleurig geschilderd en op de vloer liggen tegels in een sterpatroon. Het interieur wordt gedekt door een gestuukt tongewelf dat blauw geschilderd is en waarop gouden sterren zijn geschilderd. Tegen de achterwand is een blauw geschilderde uitbouw geplaatst met een trapeziumvormig grondplan, waarin een korfboogvormige nis is aangebracht. Voor de nis is een rechthoekig deurtje aangebracht met kijkglas. In de nis bevindt zich een aangekleed beeldje van Madonna met kindje Jezus.